# 宝中線
宝中線（ほうちゅうせん）は陝西省宝鶏市から甘粛省平涼市を経て寧夏回族自治区中衛市を結ぶ中国国鉄の鉄道路線である。陝西、甘粛、寧夏を結ぶ幹線である。

## 概要
宝鶏駅より北西に向かい、千陽、隴県、華亭、平涼、固原、同心を経由して中衛駅へ至る全長498.19kmの路線である。神峪河～安口窯間に陝西省と甘粛省の境界があり、新李～三関口間に甘粛省と寧夏回族自治区の境界がある。起点より136.1km（安口窯～大寨嶺間）までが西安局の管轄で、それ以北が蘭州局の管轄である。全線が電化（交流25kV)された単線である。宝鶏～臥龍寺間が隴海線と、柳家荘～中衛間が包蘭線との共用区間である。

## 歴史
- 1989年11月：国家計画委員会で宝中線の建設が批准された[1]。
- 1990年：正式に建設を開始した[5]。建設は鉄道部13、16、17、18、20局により行われた[1]。
- 1993年7月1日：電化工事を千陽駅から開始した[6]。
- 1994年5月18日：全線の軌道敷設が完了した[6]。
- 1994年6月10日：鉄道部は平涼駅で全線貫通慶祝会を行った[7]。
- 1995年5月11日～14日：鉄道部の初験委員会による検査が行われた[7]。
- 1995年6月1日：正式に開通し運営開始した[6]。
- 1995年6月8日：迎水橋駅（包蘭線）で宝中線開通式典が行われた[6]。
- 2009年5月：蘭州鉄路局管内365.5kmのうち、延長145.8kmのロングレール化が行われた[8]。その後全線がロングレール化された[9]。

## 駅一覧
（宝鶏 - 宝鶏東 -） 臥龍寺 - 千河 - 鳳翔 - 馮家山 - 千陽 - 娘娘廟 - 隴県 - 史家鋪 - 火焼寨 - 神峪河 - 安口窯 - 大寨嶺 - 崇信 - 廟庄 - 平涼南 - 平涼 - 新李 - 三関口 - 六盤山 - 彭陽 - 廿里鋪 - 固原 - 沈家河 - 二営 - 三営 - 褚家湾 - 七営 - 韓府湾 - 李旺 - 土橋子 - 王団荘 - 同心 - 石壩  - 艾家村 - 長農 - 中寧南 - 大戦場 - 宣和 - 柳家荘（ - 鎮羅堡 - 中衛）

## 接続路線
- 宝鶏駅：宝成線
- 臥龍寺駅：隴海線
- 安口窯駅：安口南線（延長して天平線となる予定[10]）
- 柳家荘駅：包蘭線
- 中衛駅：太中銀線 包蘭線